# ریزه (فاروج)
ریزه روستایی در دهستان فاروج بخش مرکزی شهرستان فاروج استان خراسان شمالی ایران است.
روستای ریزه از هدف های گردشگری در استان خراسان شمالی که در ۲۲ کیلومتری جنوب غربی فاروج واقع شده است.
روستای ریزه  داری جاذبه های گردشگری زیادی است که میتوان به موارد زیر اشاره کرد.
قلعه کهنه،نماد لاکپشت،سرو ۷۰۰ساله،غار های باستانی،صخره های شتر نشان و...از جاذبه های تاریخی،و کوچه  باغهای دیدنی،درخت های سر به فلک کشیده گردو،رودخانه زیبا،آبشار فصلی،چشمه روستا،کوه های سرسبز،باغات میوه و... از جمله جاذبه های طبیعی و بسیار دیدنی روستا هستند.

روستای سرسبز و کوهستانی «ریزه» یکی از روستاهای بخش مرکزی فاروج است که در ۲۱کیلومتری این شهر در خراسان شمالی قرار دارد. اهالی روستای ریزه که در دامنه کوه شاه‌جهان قرار دارد، با گویش کرمانجی صحبت می‌کنند و شغل آن‌ها باغ‌داری، دامداری و قالی‌بافی است. روستاهای کواکی در شرق، رشوانلو در شمال، کلاته شامیر درغرب و سوگلتی در جنوب آن واقع شده‌اند. از جاذبه‌های گردشگری روستای ریزه می‌توان به قلعه تاریخی(قلعه کهنه)، آبشار فصلی و چشمه روستا، ارتفاعات زیبا و مملو از گیاهان معطر و دارویی، دره سرسبز و باغ‌های اطراف آن و رودخانه‌ای که دارای جاذبه‌های دیدنی است، اشاره کرد.
آب جاری شده از آبشار و چشمه این روستا به‌قدری خوشگوار است که مردم از روستاهای دیگر و حتی شهرهای فاروج و قوچان آب این روستا را برای مصرف شرب خود می‌برند.
رودخانه آرام ریزه هم زیبایی‌های خاص خود را دارد؛ رودخانه‌ای که در تمام مسیرش دارای جاذبه‌هایی دیدنی است و نه تنها هرگز چشم بیننده‌اش را در طول مسیر خسته نمی‌کند، بلکه سایه‌سارهای درختان میوه و چنار حاشیه آن، محیط مناسبی را برای استراحت و آرامش مسافرانش فراهم می‌کند.علاوه بر ارتفاعات، باغ‌های انبوه میوه، آبشارهای کوچک و بزرگ، درختان کهن، چشمه‌سارها، ساختمان‌های پلکانی،کوچه های سنگ فرش و... و سنگ‌های دیدنی و کوه‌های سنگی، ازجمله زیباترین و شگفت‌انگیزترین جاذبه‌های طبیعی و مناظر بکر و مسحورکننده روستای ریزه است که اغلب از دید مسافران و گردشگران دور مانده است. کوه‌های سنگی که در فاصله یک کیلومتری از روستای ریزه قرار گرفته، یکی از عجایب چندگانه روستاست که متأسفانه به دلیل نبود اطلاع‌رسانی مناسب، گردشگران  به راحتی از کنار تمام زیبایی آن می‌گذرند.

## جمعیت
بر پایه سرشماری عمومی نفوس و مسکن در سال ۱۳۹۵ جمعیت این مکان ۲۰۳ نفر (۶۹خانوار) بوده‌است.